# Wilfried Jochims
Wilfried Jochims, auch Wilfrid Jochims (* 3. Dezember 1936 in Düren; † 19. Juli 2024), war ein deutscher Opernsänger (Tenor), Professor für Gesang und Gründungsrektor der Hochschule für Musik und Theater in Rostock.

## Leben
Wilfried Jochims entstammte einer internationalen Familie, sein Vater war holländischer Abstammung, seine Mutter kam aus dem Elsaß. Zusätzlich zu seinem wissenschaftlichen Studium der Germanistik und Philosophie an der Universität Köln studierte er an der Kölner Musikhochschule Schulmusik und Konzertgesang.
Seine erste Verpflichtung war 1964–1967 als lyrischer Tenor am Opernhaus in Essen. Parallel begann er eine Karriere als Konzert- und Oratorientenor, wobei er sich als bedeutender Bach-Interpret erwies. So sang er etwa 1966 bei einer Italien-Tournee Soli der Johannes-Passion (BWV 245) und der h-Moll-Messe (BWV 232). 1968 wurde er als Dozent an die Kölner Musikhochschule berufen. 1969–1972 widmete er sich fast ausschließlich seiner Konzerttätigkeit, die ihn auf Gastspiel- und Konzertreisen nach Nord- und Südamerika, Australien, Neuseeland, Indonesien und Indien führte. Jochims bekleidete in Köln die Position des Prorektors.
Am 12. Januar 1994 wurde Jochims in einem feierlichen Gründungsakt im Rostocker Barocksaal durch den Ministerpräsidenten Berndt Seite zum Gründungsrektor der Hochschule für Musik und Theater in Rostock ernannt. Neben der Funktion des Rektors hatte er die Professur für das Fach „Gesang“. Seine Aufgabe in der Gründungsphase war es, die drei vorgesehenen Institute – für Musik, für Musikpädagogik und Musikwissenschaft sowie für Schauspiel – aufzubauen. Bei der Besetzung der Professuren hatte er als Vorgabe, neben der fachlichen Qualifikation auch die Internationalität des Sprachraums der Ostseeanrainerstaaten abzubilden. Seiner Initiative ist die 1995 erfolgte Gründung der Association of Baltic Academics of Music (ABAM) zu verdanken, einer internationalen Konferenz, die die Kunsthochschulen der Anrainerstaaten des Ostseeraumes zusammenschloss. Sie sollte u. a. dem Studenten- und Hochschullehreraustausch dienen und gemeinsame Orchesterprojekte fördern. Seiner „Zukunftspolitik“ entsprang die Schaffung des Studienganges „Klavierduo“ als Alleinstellungsmerkmal der Hochschule an der Peripherie Deutschlands. Ein bedeutsamer Höhepunkt während Jochims’ Rektorat war 2001 der Umzug der Hochschule in das von 1998 bis 2001 renovierte und mit modernen Gebäuden ergänzte historische Katharinenstift in der Rostocker Altstadt.
Aus einem mittäglichen Zusammentreffen Jochims mit dem Hamburger Unternehmer Horst Rahe entwickelte sich Ende der 1990er Jahre dessen Gründung der Horst-Rahe-Stiftung, die hochbegabte Studierende der Hochschule für Musik und Theater Rostock fördert. Im September 2001 durfte sich Jochims ins Ehrenbuch der Hansestadt Rostock eintragen. Ebenfalls 2001 wurde Jochims mit dem Kulturpreis des Landes Mecklenburg-Vorpommern geehrt.
„Am 22. März 2002 wurde Herr Prof. Jochims im Bildungsministerium wegen Erreichens der Altersgrenze in den Ruhestand versetzt. Der Bildungsminister [Peter Kauffold] stellte fest, dass Herr Professor Jochims durch sein Ausscheiden eine Lücke hinterlässt, die zu schließen für seinen Nachfolger eine große Herausforderung darstellen wird.“

## Schriften (Auswahl)
- Die Hochschule für Musik und Theater Rostock. Einzige Neugründung einer Kunsthochschule in Ostdeutschland nach der Wende. In: Hochschule Ost. Leipziger Beiträge zu Hochschule & Wissenschaft. Band 5, Heft 4, Universität Leipzig, 1996, ISSN 0944-7989, S. 68–76 (Volltext, PDF)[10]
- Hrsg.: Glücksmomente – zur Einweihung des neuen Hauses der Hochschule für Musik und Theater Rostock. Konrad Reich Verlag, Rostock 2001, ISBN 3-86167-113-1

## Diskografie (Auswahl)
- Georg Friedrich Händel: Belshazzar. (HWV 61), Interpreten: Sylvia Stahlman, Helen Raab, Heidrun Ankersen, Wilfrid Jochims, Helge Birkeland, Figuralchor der Gedächtniskirche Stuttgart, Orchester der Stuttgarter Kirchenmusiktage, Helmuth Rilling; 3 Schallplatten, VOX 1964, SVBX 5209
- Heinrich Schütz: Symphoniae Sacrae (9 Concertos From Book I). Helmuth Rilling [Dirigent]; Schallplatte, Bärenreiter Musicaphon, 1966, BM 30 SL 1323
- Johann Hermann Schein: Israelsbrünnlein. Interpreten: Edith Wiens, [Sopran], Viola Wiens [Sopran], Wilfried Jochims [Tenor], Harro Brodersen, [Bariton], Spandauer Kantorei, Cappella Vocale Hamburg, Martin Behrmann, [Dirigent]; 2 Schallplatten, Fono-Schallplattengesellschaft, Münster 1976, FSM 43024-25, DNB 353243078
- Johann Sebastian Bach: Kantate (BWV 201): Der Streit zwischen Phoebus und Pan : Geschwinde, ihr wirbelnden Winde. Interpreten: Edith Mathis [Momus], Ingeborg Ruß [Mercurius], Wilfried Jochims [Tmolus], Peter Schreier [Mydas], Erich Wenk [Phoebus], Jakob Stämpfli [Pan], Martin Galling [Cembalo], Figuralchor der Gedächtniskirche, Bach-Collegium, Helmuth Rilling [Dirigent]; Schallplatte, Cantate, Kassel 1976, SDG 610203, DNB 353400343
- Johann Sebastian Bach: Jagd-Kantate (BWV 208): Was mir behagt, ist nur die muntre Jagd. Interpreten: Helen Donath [Diana], Elisabeth Speiser [Pales], Wilfried Jochims [Endymion], Jakob Stämpfli [Pan], Figuralchor der Gedächtniskirche Stuttgart, Bach-Collegium Stuttgart, Helmuth Rilling [Dirigent]; Schallplatte, Cantate, Kassel 1977, SDG 610206, DNB 353357197
- Ich, Oswald von Wolkenstein – spätmittelalterliche Lieder. Interpreten: Wilfried Jochims [Tenor], Michael Schäffer [Laute], Tom Kannmacher, [Scheitholt, Drehleier, Sackpfeife]; Schallplatte, Aulos, Viersen 1978, FSM 53516 AUL, DNB 353375829
- Altitalienische Arien. Interpreten: Wilfried Jochims,[Tenor]; Kay Griffel [Sopran], Eckart Sellheim, [Hammerklavier]; Schallplatte, Aulos, Viersen 1978, FSM 53517 AUL, DNB 353382434
- Johann Sebastian Bach: Magnificat. (BWV 243)[4]
- Johann Sebastian Bach: Kaffeekantate – Schweigt stille, plaudert nicht. (BWV 211)[4]
- Carl Philipp Emanuel Bach: Anbetung dem Erbarmer – Osterkantate. (H.807, Wq.243), Interpreten: Barbara Schlick [Sopran], Rheinische Kantorei [Chor], Gotthold Schwarz [Bass], Wilfried Jochims [Tenor], Hilke Helling [Alt], Das Kleine Konzert [Orchester], Hermann Max [Dirigent]; Capriccio[11]
- Georg Philipp Telemann: Der Tag des Gerichts. (TWV6:8), Interpreten: Das Kleine Konzert [Orchester], Rheinische Kantorei [Chor], Stephan Schreckenberger [Bass], David Cordier [Alt], Wilfried Jochens [Tenor], Ann Monoyios [Sopran], Hermann Max [Dirigent]; Capriccio[11]
- Komponistinnen unserer Zeit: Erna Woll – Felicitas Kukuck. [= DSB Lied und Chor]. Interpreten: Wilfrid Jochims, [Tenor]; Volkshochschule Dülken [Kammerchor]; Hans-Josef Roth [Choreinstud.]. Enthält: Erna Woll: Süßes Saitenspiel. – Felicitas Kukuck: Storm-Lieder. Schallplatte, Möseler, Wolfenbüttel 1968, Camerata CMS 17121 EP.[12]

Weitere Aufnahmen entstanden mit Werken von Johann Ludwig Bach, Wilhelm Friedemann Bach, Dietrich Buxtehude, Johann Adolf Hasse, Johann David Heinichen, Orlando di Lasso, Heinrich Schütz, Georg Philipp Telemann.